# Ignes Ponto

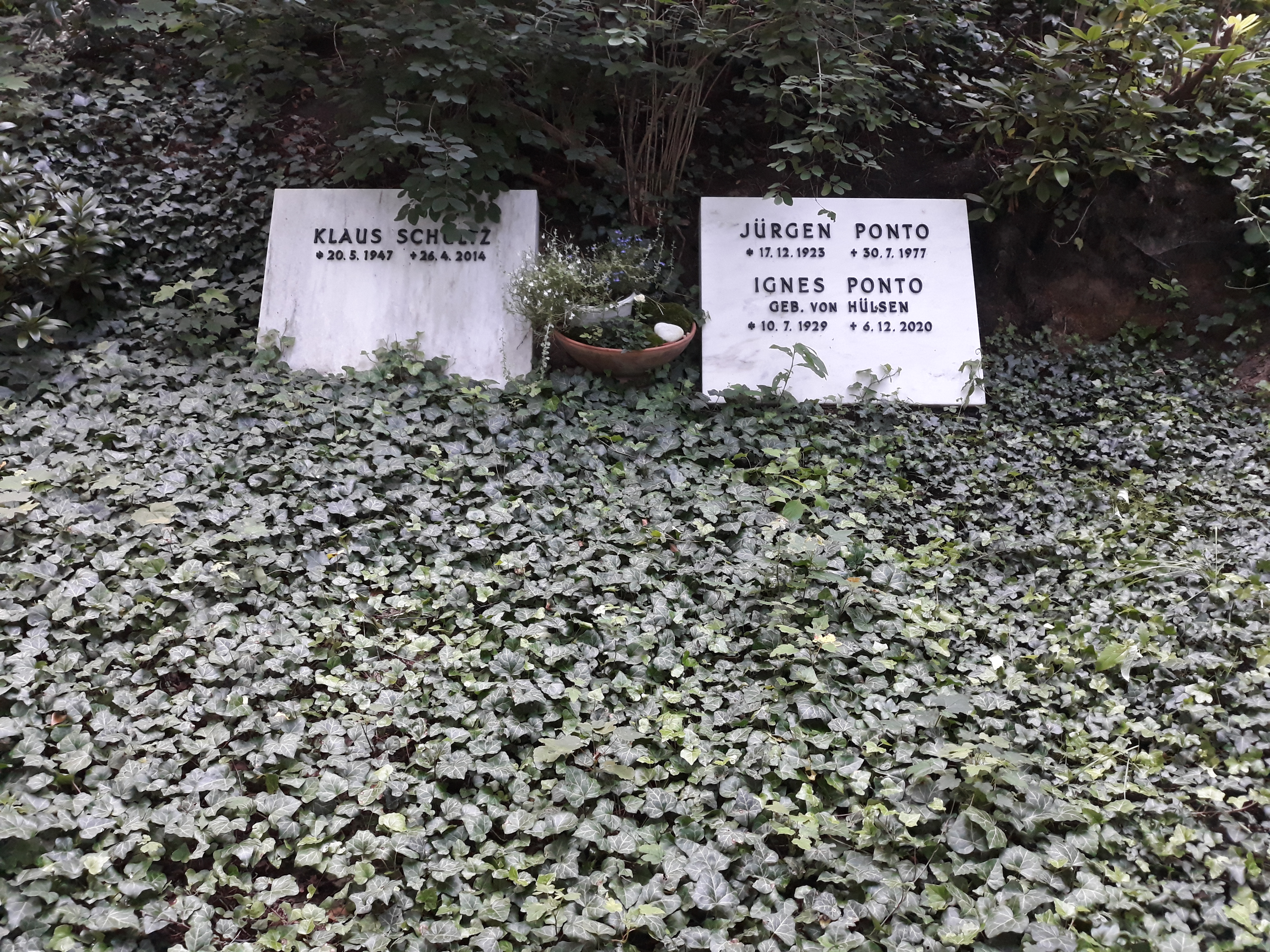
Das Grab von Ignes und Jürgen Ponto auf dem Friedhof Heerstraße in Berlin; links der Grabstein ihres Schwiegersohns Klaus Schultz

Ignes Lenore Ponto (* 10. Juli 1929 auf Gut Kreisau als Ignes Lenore von Hülsen; † 6. Dezember 2020 in München) war die Witwe des von Terroristen der Rote Armee Fraktion ermordeten Bankiers Jürgen Ponto.

## Werdegang
Ignes von Hülsen kam als Tochter des Rechtsanwalts Hans-Karl von Hülsen (1899–1943) und der Editha von Schierstädt (1905–1943) auf dem schlesischen Gut Kreisau zur Welt. Ihr Vater war Justitiar bei der Generalverwaltung und Hofkammer des vormals regierenden preußischen Königshauses. Bei einem Luftangriff auf Berlin im November 1943 verloren sie und ihre vier jüngeren Geschwister beide Eltern. Sie studierte nach Kriegsende Klavier und lernte noch als Studentin den späteren Bankier Jürgen Ponto (1923–1977) kennen, den sie 1950 heiratete. Aus der Ehe gingen ein Sohn und eine Tochter, die Opernsängerin und Autorin Corinna Ponto (* 1957), hervor.
Am 30. Juli 1977 war sie Zeugin der Ermordung ihres Mannes durch Mitglieder der Rote Armee Fraktion in ihrem Haus in Oberursel. Die Tat schilderte sie in einer 1991 veröffentlichten Autobiografie sowie im 2011 veröffentlichen Buch Patentöchter: Im Schatten der RAF – ein Dialog von Julia Albrecht und Corinna Ponto.
Nach der Ermordung ihres Mannes gründete sie die Jürgen Ponto-Stiftung zur Förderung junger Künstler. Für die Gründung und Begleitung der „Bundesbegegnung Schulen musizieren“ wurde sie 1988 mit dem Bundesverdienstkreuz 1. Klasse ausgezeichnet. 2008 gab sie aus Protest gegen den Spielfilm Der Baader Meinhof Komplex ihre Auszeichnung zurück. Mit der faktisch falsch wiedergegebenen Ermordung ihres Mannes und der insgesamt täterbezogenen Darstellung der RAF-Verbrechen in diesem überdies vom Staat finanziell geförderten Film sei, so ihre Tochter Corinna, „eine neue Stufe der öffentlichen Demütigung“ erreicht.
Ignes Ponto ist eine Nichte von Helmuth James Graf von Moltke, der den Kreisauer Kreis begründete. Gemeinsam mit anderen Familienmitgliedern engagierte sie sich nach den friedlichen Revolutionen in Mittel- und Osteuropa für die Sanierung des Gutes Kreisau, auf dem seit 1998 die Internationale Jugendbegegnungsstätte Kreisau eingerichtet ist.
Ignes Ponto starb im Alter von 91 Jahren.

## Schriften
- Sie kamen mit Rosen in der Hand …: Lebenseinschnitte. Kranich-Verlag, Zollikon 1991.